# Subaru R2
Subaru R2 — автомобиль компании Subaru, выпускавшийся в Японии с ноября 2003 по март 2010 года. Выпуская R2, компания Subaru пыталась вернуться на перспективный рынок микролитражных автомобилей («keycar» имеют льготное налогообложение в Японии). Название R2 уже использовалось в 1969—1972 гг. Внешне R2 очень похож на предшественника, Subaru Pleo, но, в отличие от квадратных форм Pleo, имеет закруглённые формы кузова. Автором характерного внешнего вида Subaru R2 стал греческий автомобильный конструктор Андреас Запатинас, пытавшийся создать новый стиль марки. 
Subaru R2 комплектовался бензиновым рядным четырёхцилиндровым двигателем с распределённым впрыском — «EN07» с рабочим объёмом 658 см³ (диаметр цилиндров — 56 мм, ход поршней — 66,8 мм). Особенность данного двигателя в том, что на Subaru R2 он предлагался в трёх разных исполнениях, в зависимости от модификации автомобиля. Это миниатюрный инженерный шедевр — двигатель в продвинутом исполнении развивает до 54 л. с. при 6400 об/мин, наибольший крутящий момент — 63 Н·м. Кроме двигателя без наддува, предусмотрен также вариант с механическим нагнетателем и интеркулером — мощностью 64 л. с.
Изначально для модели R2 было доступно 11 цветов кузова и три варианта внутренней отделки (по одному на каждую модификацию двигателя). 4 января 2005 года была представлена модель Subaru R1 — двухдверный вариант модели R2 с укороченной колёсной базой и уменьшенным кузовом.

## Subaru R2 Refi
Subaru R2 Refi — модификация Subaru R2, созданная исключительно для женщин. Цвет кузова — исключительно розовый, на креслах вышита кошка. Автомобиль «заботится о коже». В ткани, которой обшиты сиденья, содержится серицин.

## Цены
Стоимость на новый Subaru R2 в Японии составляла от 997 тысяч иен (за версию с передним приводом) до 1 млн 107 тысяч иен (за полный привод). В России данная модель официально не продавалась, однако встречаются подержанные праворульные экземпляры из Японии. Существуют как полноприводные, так и переднеприводные автомобили.